# Гытгыпокыткынваам
Гытгыпокыткынваам — река на Дальнем Востоке России. Протекает по территории Анадырского района Чукотского автономного округа. Длина реки — 34 км.
Название в переводе с чук. Гытгыпоныткынвээм — «река, впадающая в крайнюю часть озера».
Берёт истоки из ледников, находящихся на вершинах в северной части Дикого хребта Корякского нагорья, протекает преимущественно в северо-восточном направлении. Впадает в озеро Майниц с южной стороны. На всём своём протяжении протекает в узкой межгорной впадине, скорость течения составляет 1,6 м/с.
Крупный приток — река Чёрная.
В водах реки нерестится нерка.